# Чекпойнт Чарли

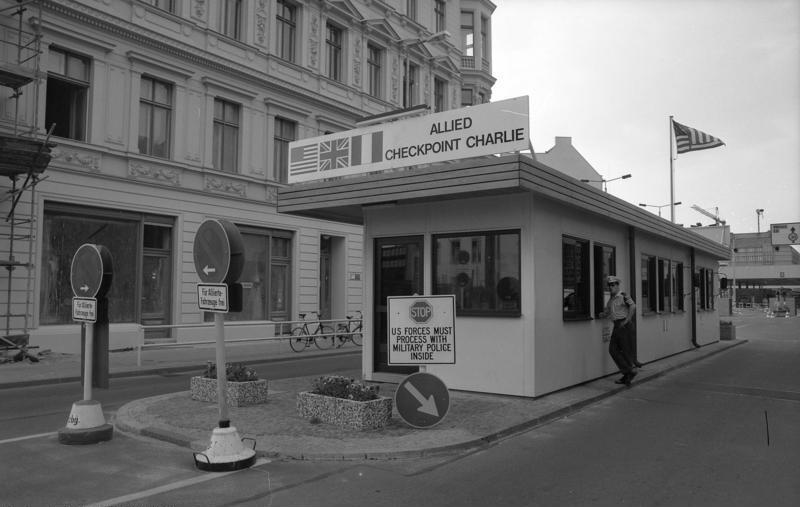
КПП «C» Чекпойнт Чарли, 1988 год.

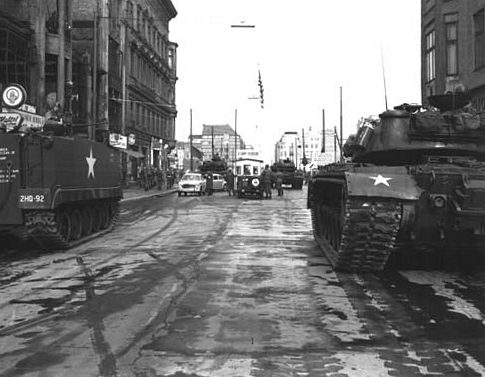
Американская бронетехника на КПП «C» на Фридрихштрассе в октябре 1961 года.

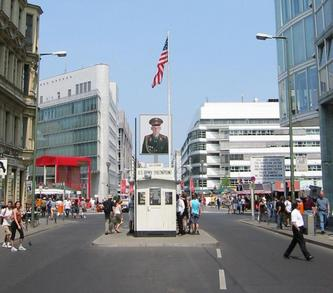
КПП «C» на Фридрихштрассе в 2003 году.

Чекпойнт Чарли (англ. Checkpoint Charlie, КПП «Чарли», КПП «C») — пограничный контрольно-пропускной пункт на улице Фридрихштрассе в Берлине, созданный после разделения города Берлинской стеной. НАТО использовало в названии своих КПП литеры латинского алфавита, по аналогии с ротами в ВС США:
- КПП «A» (Альфа) под Хельмштедтом-Мариенборном — для перехода из Западной в Восточную Германию;
- КПП «B» (Браво) в Древиц-Потсдаме — для перехода из Западного Берлина в ГДР и для перехода из ГДР в Западный Берлин;
- КПП «C» (Чарли) на Фридрихштрассе — для перехода из Западного в Восточный Берлин.

Поскольку этот переход был предназначен для военнослужащих войск союзников, в октябре 1961 года КПП на Фридрихштрассе стал ареной так называемого «танкового противостояния». Превратившись в символ противоречий между СССР и США, Чекпойнт Чарли стал самым известным КПП Берлина.
У КПП С разворачивались драматические события, связанные с попытками бегства из ГДР в Западный Берлин. 17 августа 1962 года на глазах западных наблюдателей умирал от потери крови Петер Фехтер. Полицейский Буркхард Ниринг в 1974 году взял в заложники сотрудника паспортного контроля и был убит при попытке бегства. 29 августа 1986 года трём гражданам ГДР удалось преодолеть пограничные укрепления на самосвале. Последним беженцем через Чекпойнт Чарли стал Ганс-Петер Шпицнер, который с дочерью пересёк границу 18 августа 1989 года в багажнике союзнического автомобиля.
КПП был торжественно закрыт 22 июня 1990 года, когда уже вовсю шел процесс воссоединения ГДР и ФРГ.
Музей Берлинской стены у Чекпойнт Чарли рассказывает о холодной войне, режиме ГДР и попытках восточных немцев бежать из ГДР в ФРГ.
Напротив КПП установлен двусторонний плакат с огромными фотографиями пограничников в форме. На одной стороне плаката американский солдат, на другой — советский. Много лет спустя стали известны их имена: Джефф Харпер, служивший в американском военном оркестре, и Алексей Ситников, служивший в 6-й отдельной гвардейской мотострелковой бригаде Группы советских войск в Германии.

## В популярной культуре

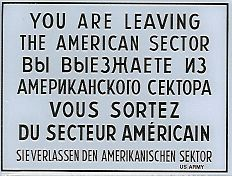
Стандартная вывеска на американском КПП (Чекпойнт Чарли)

- Неоднократно упоминался в различных шпионских романах периода холодной войны, таких как «Шпион, пришедший с холода» и «Бомба для председателя».
- В фильме 1983 года «Осьминожка» Джеймс Бонд (в исполнении Роджера Мура) через Чекпойнт Чарли едет из Западного Берлина в Восточный.
- В фильме 2015 года «Агенты А.Н.К.Л.» Наполеон Соло (в исполнении Генри Кавилла) через Чекпойнт Чарли едет из Западного Берлина в Восточный.
- В мультиплеере Call of Duty: Black Ops присутствует карта Berlin Wall, на которой действия разворачиваются у КПП Чарли.
- В фильме 2015 года «Шпионский мост» Фредерик Прайор (в исполнении Уилла Роджерса) доставлен к Чекпойнту Чарли и отпущен властями ГДР непосредственно перед обменом советского разведчика Рудольфа Абеля на американского лётчика Фрэнсиса Гэри Пауэрса.
- 10 ноября 2023 года русские рэперы Андрей Замай и рудбой выпустили одноимённый клип «КПП Чарли».